# Teatre Principal (Valls)
El Teatre Principal de Valls és el segon teatre més antic de Catalunya que ha conservat la seva estructura arquitectònica. Va ser construït entre el 1845 i el 1851 per l'arquitecte Ignasi Jordà i decorat pel pintor i escenògraf Josep Planella.
L'edifici està protegit com a bé cultural d'interès local amb el codi IPAC: 2401.

## Història
Cap a 1845, les autoritats acordaren construir un teatre en el carrer dels Caputxins, en un pati anomenat "Corral dels Bous". L'obra es donà a l'arquitecte Ignasi Jordà mitjançant escriptura pública. El pintor-escenògraf Josep Planella s'ocupà de la decoració i va ser inaugurat el 1851. Aproximadament una desena d'anys més tard es procedí a la construcció de la façana per decisió de la Societat arrendatària del teatre, anomenada "Circulo Español". El projecte era de Lluís Homs, qui ho va finalitzar el 1882, i els dos medallons amb retrats de Moratín i Calderon foren obra de l'escultor vallenc Anselm Nogués.
Després d'uns quants anys tancat i després d'unes obres de rehabilitació importants, el dia 30 de gener de 1998 el Teatre Principal va ser reinaugurat. El teatre té capacitat per a 302 persones. D'aquestes localitats 106 estan situades a platea i les altres 196 a les llotges.

## Descripció
Edifici entre mitgeres de planta baixa i dos pisos. La façana presenta tres cossos, un central i dos laterals simètrics. En la part baixa del cos central s'obren tres arcs de mig punt. En la part esquerra s'obra un arc escarser i en la dreta un altre, modificat. Un balcó corregut ocupa tot el cos central del primer pis i els laterals estan dividits per una columna d'estil gòtic català. Una finestra de tres elements s'obre en el cos central del segon pis, i hi ha un balcó a cada costat. L'edifici es corona amb una cornisa que el recorre en tota la seva longitud.
L'interior original del teatre era del tipus anomenat "a la italiana", format per l'escenari, fossat per a l'orquestra, pati de butaques i pisos de planta de secció circular.